# Oktober 2003
Dit artikel geeft een chronologisch overzicht van alle belangrijke gebeurtenissen per dag in de maand oktober van het jaar 2003.

## Gebeurtenissen

### 1 oktober
- Nederland - Een Kamermeerderheid van CDA, LPF en VVD, vindt dat gewelddadig dierenactivisme moet worden bestraft als terrorisme.
- België - Bij de Ford-fabrieken in Genk worden drieduizend banen geschrapt. De fabriek is de grootste werkgever in Belgisch-Limburg. Het personeel is in staking gegaan.
- Israël - Een omstreden veiligheidsbarrière op de Westelijke Jordaanoever zal toch worden gebouwd. De Israëlische nederzetting Ariël, diep in bezet gebied gevestigd, wordt ommuurd. Of er een verbinding komt met de bestaande muur langs de grens tussen Israël en de Westelijke Jordaanoever is nog onbekend.
- Mexico - Wielrenster Leontien van Moorsel verbetert in Mexico-Stad het werelduurrecord op de baan en brengt het tot 46,065 kilometer. Het record stond sinds december 2000 op naam van haar grote rivale Jeannie Longo met 45,094 km.

### 2 oktober
- Nederland - In Arnhem heeft de gemeenteraad ingestemd met een reddingsplan voor de voetbalclub Vitesse en het stadion GelreDome.
- Nederland - Minister Donner (Justitie) is voorgedragen voor de Big Brother Award, een prijs die wordt uitgereikt aan bedrijven en personen die 'de privacy van burgers schenden'. Tot de jury behoren onder andere de publiciste Karin Spaink en de juristen Alberdingk Thijm en Asscher.
- Nederland - De Haagse politie heeft de straten rondom kraakpand De Blauwe Aanslag afgezet.
- Italië - De Italiaanse luchtvaartmaatschappij Alitalia wil in april 2004 toetreden tot de Air France-KLM combinatie. Alitalia maakte al deel uit van de Skyteam Alliantie waartoe ook Air France behoort.
- Verenigde Staten - Hoofdonderzoeker David Kay presenteert in het Congres zijn rapport over het onderzoek naar massavernietigingswapens in Irak. Er zijn geen harde bewijzen voor Iraaks bezit van massavernietigingswapens aangetroffen.
- Zweden - De Nobelprijs voor de Literatuur is toegekend aan de Zuid-Afrikaanse schrijver John Maxwell Coetzee.
- Canada - Bij verkiezingen in de Canadese provincie Ontario wint de Ontario Liberal Party (van 36 naar 72 van de 103 zetels) en verliest de Ontario Progressive Conservative Party (van 56 naar 24).

### 3 oktober
- Verenigde Staten - Het vertrouwen in president George W. Bush is verder gedaald, met name omdat onduidelijk is hoelang de Amerikanen nog in Irak zullen moeten blijven.
- Nederland - Premier Jan Peter Balkenende bereidt een brief voor over Mabel Wisse Smit, nu er over deze verloofde van prins Friso ophef is ontstaan.
- Verenigde Staten - Arnold Schwarzenegger, kandidaat voor de gouverneursverkiezingen in Californië op 7 oktober 2003, is in opspraak geraakt door beschuldigingen van seksueel misbruik en van sympathieën voor Adolf Hitler.
- Verenigde Staten/heelal - Planetoïde 2003 SQ222 bereikte op 27 september een afstand van 88.000 km tot het middelpunt van de aarde; de kleinste afstand ooit waargenomen voor een buitenaards object.

### 4 oktober
- Israël - Bij een zelfmoordaanslag in Haifa komen 20 personen om het leven. De Islamitische Jihad-beweging eist de aanslag op.
- Nederland - De choreograaf Rudi van Dantzig ontvangt de VSCD-prijs voor zijn bijdrage aan de podiumkunsten.

### 5 oktober
- Syrië - Als vergelding voor een zelfmoordaanslag, de voorgaande dag in Haifa, voeren Israëlische gevechtsvliegtuigen op zondagochtend een luchtaanval uit op een kamp bij de Syrische hoofdstad Damascus. De aanval wordt door veel landen veroordeeld. De Veiligheidsraad komt in spoedzitting bijeen.
- Verenigd Koninkrijk - Premier Tony Blair zou twee weken voor het begin van de oorlog tegen Irak in kleine kring hebben gezegd te weten dat Irak geen bruikbare massavernietigingswapens bezat. Dit zou zijn gebleken uit het dagboek van Robin Cook, de toenmalige minister van Buitenlandse Zaken.
- Rusland - In de Russische deelrepubliek Tsjetsjenië worden presidentsverkiezingen gehouden.
- Nederland - Er komt mogelijk een extern onderzoek naar Mabel Wisse Smit, de in opspraak geraakte verloofde van prins Friso. Minister van Binnenlandse Zaken Johan Remkes noemde dit in het televisieprogramma Buitenhof een mogelijkheid.
- Nederland - Een 43-jarige vrouw overlijdt na mishandeling door winkelpersoneel van een Amsterdamse vestiging van supermarktketen Dirk van den Broek. Ze zou bier en hondenvoer hebben gestolen.
- Zimbabwe - Het Zimbabwaans voetbalelftal wint de zevende editie van de COSAFA Cup door in de finale (over twee wedstrijden) Malawi te verslaan.

### 6 oktober
- Zweden - De Nobelprijs voor de Geneeskunde 2003 gaat naar de Amerikaan Paul Lauterbur en de Engelsman Peter Mansfield voor hun verbeteringen van de MRI-scan.
- Portugal - De Portugese luchtvaartmaatschappij TAP Air wil zich aansluiten bij de Skyteam Alliantie waarvan onder meer Air France en Alitalia deel uitmaken.
- Rusland - Bij presidentsverkiezingen in Tsjetsjenië wordt de door de Russische regering gesteunde kandidaat Akhmad Kadyrov met grote meerderheid gekozen.
- Nederland - Een staking legt het stadsvervoer in Utrecht volledig stil. De actie bij het Gemeentelijk Vervoerbedrijf Utrecht is door de FNV georganiseerd, uit protest tegen de bezuinigingsplannen van het kabinet-Balkenende II
- Palestijnse Autoriteit - De Palestijnse president Yasser Arafat roept de noodtoestand uit. Een noodkabinet wordt gevormd met Ahmed Qurei als premier.
- Nederland - Verschillende personen, onder wie de crimineel Etienne Urka laten verklaringen uitgaan waarin een relatie tussen de in 1991 doodgeschoten crimineel Klaas Bruinsma en Mabel Wisse Smit, de verloofde van prins Friso, worden ontkend.
- Australië - Wetenschappers maken bekend dat een anticonceptiepil voor mannen in proeven succesvol is gebleken.

### 7 oktober
- Verenigde Staten - In tussentijdse gouverneursverkiezingen in Californië wordt gouverneur Gray Davis naar huis gestuurd. De filmacteur Arnold Schwarzenegger wint de verkiezingen. De opkomst was zeer hoog; meer dan 10 miljoen van de 15 miljoen kiezers gingen naar de stembus.
- Indonesië - Tien Zuidoost-Aziatische landen, verenigd in de Asean, zijn op het eiland Bali bijeen voor een tweedaagse topconferentie. Onderwerp is het creëren van een gemeenschappelijke markt, naar voorbeeld van de Europese Unie. Deze moet uiterlijk in 2020 een feit zijn.
- Zweden - De Nobelprijs voor de Natuurkunde 2003 is toegekend aan de Russen Alexei Abrikosov en Vitaly Ginzburg en de Britse Amerikaan Anthony Leggett voor onderzoek naar effecten bij extreem lage temperatuur, waaronder supergeleiding en supervloeibaarheid.

### 8 oktober
- Zweden - De Nobelprijs voor de Scheikunde 2003 gaat naar de Amerikanen Peter Agre en Roderick MacKinnon voor onderzoek naar het transport van ionen en water in en uit cellen.
- Zweden - De Nobelprijs voor de Economie 2003 is toegekend aan de Amerikaan Robert Engle en de Brit Clive Granger voor het ontwerp van statistische methoden om economische datareeksen te analyseren.
- China - Het Chinese staatspersbureau Xinhua News Agency meldt dat op 15 oktober de eerste bemande Chinese ruimtevlucht zal plaatsvinden.
- Burundi - Na 10 jaar burgeroorlog wordt een vredesakkoord gesloten tussen president Domitien Ndayizeye en de FDD-rebellen.
- Palestijnse Autoriteit - De Palestijnse leider Yasser Arafat heeft een licht hartinfarct gehad.
- Mexico - Zware regenval in Mexico zorgt voor grote overstromingen.
- Nederland - Vijf medewerkers van een supermarkt in Amsterdam zijn aangehouden na de mishandeling van de 43-jarige mevrouw Joos op 5 oktober. Joos is als gevolg van de mishandeling overleden.
- Nederland - Er spoelt een bultrugwalvis aan op de Maasvlakte bij Rotterdam.

### 9 oktober
- Irak - In Bagdad heeft een explosie bij een politiebureau in de wijk Sadr-stad ten minste acht personen het leven gekost. Het is nog niet duidelijk of het ging om een autobom, of om een zelfmoordaanslag.
- Nederland - Een actie van vrachtwagenchauffeurs rond Utrecht leidt tot minder files dan was gevreesd. De chauffeurs rijden 30 kilometer per uur op de ringweg, uit onvrede over de bezuinigingsplannen van het kabinet-Balkenende II.
- Indonesië - Bij een ongeluk met een autobus op Oost-Java komen meer dan 50 mensen om het leven.
- Een groep prominente vrienden en relaties van Mabel Wisse Smit, onder wie George Soros, heeft haar in een brief aan de Volkskrant steun betuigd. De brief zou een initiatief zijn van de voormalige Europees commissaris Emma Bonino.

### 10 oktober
- Nederland - De regering zal geen toestemmingswet indienen voor het huwelijk tussen prins Friso en Mabel Wisse Smit. Als reden wordt opgegeven dat het paar de regering "niet volledige en niet juiste informatie" heeft verstrekt. Het geplande huwelijk gaat door. Zodra Friso getrouwd is zal hij geen deel meer uitmaken van het Koninklijk Huis.
- Israël - Het Israëlische leger is met tanks het Palestijns vluchtelingenkamp Rafah op de Gazastrook binnengevallen met de bedoeling twaalf tunnels te vernietigen waardoor wapens afkomstig uit Egypte worden binnengesmokkeld. Vier Palestijnen werden gedood; drie huizen werden verwoest. De tunnels zijn niet gevonden.
- Nederland - De hoofdofficier van Justitie L. de Wit maakt bekend dat Anja Joos niets had gestolen. Op 5 oktober overleed zij na mishandeling door winkelpersoneel van een supermarkt.
- Noorwegen - De Nobelprijs voor de Vrede is toegekend aan de Iraanse advocate Shirin Ebadi, wegens haar strijd voor de rechten van vrouwen en kinderen in Iran.
- Japan - De Japanse regering heeft het Lagerhuis ontbonden en heeft vervroegde verkiezingen uitgeschreven voor 9 november. Premier Koizuma Junichiro hoopt op een forse meerderheid voor zijn hervormingsplannen. Zijn coalitie heeft op dit moment 285 van de 480 Lagerhuiszetels.
- Nederland - Louis van Gaal volgt per 1 november Leo Beenhakker op als technisch directeur van de voetbalclub Ajax.
- Marokko - Tijdens een toespraak ter gelegenheid van de opening van het parlementaire jaar kondigde Koning Mohammed VI aan dat het Marokkaanse familierecht, de mudawana, op tal van punten ingrijpend zal worden gewijzigd. Man en vrouw zullen gelijkwaardige rechten en verantwoordelijkheden krijgen.

### 11 oktober
- Nederland - Het kabinet Balkenende II zou bereid zijn de ingrepen in de VUT en het prepensioen op te schorten, en de WAO-boete voor werkgevers af te schaffen. De lonen zouden twee jaar moeten worden bevroren.
- Nederland - Schiphol wil vliegtuigen niet langer op volgorde van binnenkomst afhandelen. In de toekomst wil Schiphol maatschappijen die met intercontinentale -, of lange Europese vluchten bijdragen aan de mainport-functie van Schiphol, voorrang geven op prijsstunters, en vrachtvliegtuigen. Het plan, dat lange wachttijden moet voorkomen, kan echter alleen in Europees verband worden ingevoerd.
- Syrië - Syrië heeft gewaarschuwd dat indien Israël weer militaire acties uitvoert op Syrisch grondgebied, tegenacties zullen worden uitgevoerd.
- Oostenrijk - Het historisch centrum van Wenen wordt op de werelderfgoedlijst van UNESCO geplaatst.
- Het Nederlands elftal wint in de kwalificatiereeks voor het EK voetbal 2004 met 5-0 van Moldavië en plaatst zich voor de play-offs. Patrick Kluivert, Wesley Sneijder, Pierre van Hooijdonk, Rafael van der Vaart en Arjen Robben scoren in het Philips Stadion voor de ploeg van bondscoach Dick Advocaat.

### 12 oktober
- Irak - Bij een bomaanslag op het Baghdad Hotel in de Iraakse hoofdstad Bagdad zijn ten minste tien personen omgekomen. Het hotel is onder meer in gebruik als Iraaks hoofdkwartier van de CIA.
- Nigeria - In het oosten van Nigeria is een veerboot gekapseisd. Zeker 150 personen worden vermist.
- Indonesië - Op Bali hebben duizenden personen de bomaanslag herdacht die een jaar geleden plaatsvond.
- Japan - Michael Schumacher wint voor de zesde keer de wereldtitel Formule 1, een record.
- Maleisië - Twee wedstrijden voor het einde is het zeker dat Valentino Rossi voor de derde achtereenvolgende keer de wereldtitel in de MotoGP-klasse van het wereldkampioenschap wegrace wint.
- Verenigde Staten - Amerikaanse artsen scheiden in Dallas een Egyptische Siamese tweeling, Mohammed en Ahmed Ibrahim.

### 13 oktober
- Bolivia - In El Alto, een voorstad van de hoofdstad La Paz, zijn twintig betogers doodgeschoten bij hevige onlusten. Aanleiding is het plan Boliviaans aardgas via aartsvijand Chili naar de Verenigde Staten te transporteren. President Sánchez de Lozada spreekt van een dreigende coup en heeft zijn paleis laten omsingelen door tanks. Ook zijn overal wegblokkades ingesteld.
- Israël - Bij een actie van het Israëlische leger in het Palestijnse vluchtelingenkamp Rafah op de Gazastrook zijn 8 mensen gedood, 80 mensen gewond geraakt, en zijn ruim 1500 Palestijnen dakloos geworden. De Verenigde Naties zijn begonnen met het opzetten van tijdelijke huisvesting.
- Nederland - De schrijver Richard Klinkhamer is wegens het cellentekort vervroegd vrijgelaten. Hij mag het restant van zijn straf thuis uitzitten, onder elektronisch toezicht. Klinkhamer bracht in 1991 zijn vrouw om het leven. Later schreef hij hierover een boek, getiteld Woensdag gehaktdag.

### 14 oktober
- Verenigde Staten - Een nieuwe ontwerpresolutie van de Verenigde Staten geeft de Bestuursraad van Irak meer invloed.
- Nederland - Kabinet en sociale partners bereiken een akkoord over loonmatiging voor de komende twee jaar.
- Irak - De Turkse ambassade in Bagdad wordt getroffen door een aanslag.
- Nederland - Een treinstaking rond Den Haag heeft voor minder vertraging gezorgd dan was gevreesd.
- Nederland - De omroep BNN zou de Mediawet 2008 hebben overtreden door zevenduizend personen een gratis lidmaatschap aan te bieden. Het geld is betaald door de eigenaar van het kantoorpand van BNN in Hilversum.
- Nederland - De ondertekening van de fusie tussen Air France en KLM die morgen zou plaatsvinden is uitgesteld. De vakbonden, en de ondernemingsraad van KLM, zijn nog niet akkoord met de plannen.

### 15 oktober
- China - Het ruimtevaartuig Shenzhou 5 is gelanceerd, met aan boord Yang Liwei, de eerste taikonaut (Chinees voor ruimtevaarder). Hiermee is China het derde land in de geschiedenis dat met eigen middelen een mens in de ruimte heeft gebracht.
- Israël - Bij een aanslag in de Gazastrook op een konvooi van Amerikaanse diplomaten, onderweg van Tel Aviv naar Gaza, zijn zeker 3 personen om het leven gekomen.
- Bolivia - Het leger in Bolivia verklaart de gekozen regering en de grondwet te blijven beschermen, maar president Sánchez de Lozada "als persoon" te hebben laten vallen. De mars van boeren, mijnwerkers en andere demonstranten die maandag vanuit Oruro naar het presidentiële paleis in La Paz was vertrokken, is woensdag vanuit vliegtuigen beschoten op 150 km van La Paz.
- Nederland - Het kabinet verzacht de geplande ingrepen in de sociale zekerheid. De partnertoets in de WAO wordt geschrapt, en werklozen die een vertrekpremie hebben gekregen zullen niet worden gekort op hun uitkering. Het kabinet doet dit in ruil voor afspraken over sterke loonmatiging tussen de vakbonden en werknemersorganisaties.
- Verenigde Naties - De Verenigde Staten blokkeren door middel van een veto voor de tweede keer een resolutie in de Veiligheidsraad die de Israëlische bouw van een hek op de Westelijke Jordaanoever veroordeelt. Naar mening van de VS wordt in de resolutie het Palestijnse terrorisme onvoldoende expliciet veroordeeld.

### 16 oktober
- China - Yang Liwei, de eerste Chinese ruimtevaarder, is veilig geland in Binnen-Mongolië, na een ruimtevlucht van 21 uur. Hij cirkelde 14 keer rond de Aarde, en werd als een held binnengehaald.
- Azerbeidzjan - De presidentsverkiezingen in Azerbeidzjan zijn gewonnen door İlham Əliyev, de zoon van de huidige president. Internationale waarnemers hebben onregelmatigheden geconstateerd.
- Vaticaanstad - Paus Johannes Paulus II viert zijn 25-jarige pontificaat. De feestelijkheden gaan enkele dagen duren en zullen op 19 oktober worden afgesloten met de zaligverklaring van Moeder Teresa. Johannes Paulus II is de vierde paus die deze periode volmaakt.
- Nederland - CAO-onderhandelaars van de FNV zijn tegen het bereikte sociaal akkoord. Zij roepen de vakbond FNV-Bondgenoten op zich te verzetten.
- Nederland - Medisch specialisten in academische ziekenhuizen houden zondagsdiensten omdat hun loon ver achterloopt bij het loon van hun collega's in algemene ziekenhuizen.
- Frankrijk/Nederland - Het akkoord voor de overname van KLM door Air France wordt ondertekend.
- Bolivia - President Sánchez de Lozada belooft een referendum te zullen uitschrijven over de uitvoer van aardgas naar de Verenigde Staten en Mexico.
- Verenigde Naties - In de Veiligheidsraad wordt een Amerikaanse resolutie over Irak met algemene stemmen aangenomen. De resolutie laat het bestuur in handen van de VS, roept op om meer troepen te sturen, en zegt dat er voor 15 december een grondwet en een schema voor verkiezingen moeten zijn.

### 17 oktober
- Verenigde Staten - De Senaat heeft de financiële hulp aan Irak gehalveerd. Van het bedrag wordt 10 miljard omgezet in een lening. De andere helft blijft een gift. De ingreep wordt beschouwd als een gevoelige nederlaag voor president Bush.
- Europese Unie - Nederland en Groot-Brittannië willen de steun aan arme EU-regio's verlagen. Verder willen beide landen dat de steun voor de ontwikkeling van arme gebieden in rijke lidstaten wordt afgeschaft.
- Nederland - Duizend mensen hebben op een bijeenkomst bij de Amercentrale de slachtoffers herdacht van het ongeluk op 28 september.
- Nederland - In Nederland is verwarring ontstaan over de nieuwe cao. De helft van de Nederlanders blijkt niet te weten wat de nieuwe afspraken inhouden. Het midden- en kleinbedrijf heeft geprobeerd de zojuist afgesloten cao's weer open te breken, maar ziet daar toch vanaf.

### 18 oktober
- Dubai - De Arabische nieuwszender Al Jazeera heeft twee geluidsbanden uitgezonden waarop een man is te horen, volgens de zender Osama bin Laden. De man kondigt nieuwe zelfmoordaanslagen aan, en eist het vertrek van de Verenigde Staten uit Irak.
- Kazachstan - Vanaf Bajkonoer is de Sojoez TMA-3raket gelanceerd, met als bestemming het Internationaal ruimtestation ISS. De lancering vormt het begin van de Cervantes-missie.
- Bolivia - President Gonzalo Sánchez de Lozada is na een week van hevige protesten afgetreden, nadat gisteren de centrumrechtse partij NFR uit de coalitie was gestapt.
- Nederland - Bij een ongeluk met een draagvleugelboot in Amsterdam, zijn twintig personen gewond geraakt. De boot liep door een stroomstoring uit het roer, en botste op een kademuur in het westelijk havengebied.

### 19 oktober
- Zwitserland - Bij parlementsverkiezingen is de extreemrechtse partij Zwitserse Volkspartij (SVP) de grootste partij geworden. De SVP, vijf jaar geleden nog de kleinste partij, hanteert de slogan Zwitserland voor de Zwitsers. Zakenman Christoph Blocher die de partij leidt, zal naar verwachting een tweede ministerspost opeisen
- Australië - In Darwin is de zevende editie van de World Solar Challenge van start gegaan. Aan deze 3010 kilometer lange race voor zonnewagens neemt ook de Nederlandse Nuna II mee; ontwikkeld door studenten van de Technische Universiteit Delft en de Erasmus Universiteit Rotterdam. De finish is op 22 oktober in Adelaide.
- Vaticaanstad - paus Johannes Paulus II heeft Moeder Teresa, bij leven non te Calcutta, zalig verklaard. Tijdens de bijzondere mis op het Sint Pieterplein die door driehonderdduizend mensen werd bijgewoond, werd ook muziek uit India ten gehore gebracht.

### 20 oktober
- Nederland - De oppositiepartijen in de Tweede Kamer willen opheldering over het AIVD-onderzoek naar Mabel Wisse Smit. Het onderzoek zou te laat en te haastig zijn uitgevoerd.
- Nederland - Historicus Gerard Aalders, werkzaam bij het NIOD, beweert in zijn boek over de Nederlandse dubbelspionne Leonie Brandt-Pütz dat Prins Bernhard in 1942 een brief heeft geschreven aan Adolf Hitler. De prins zou hebben aangeboden stadhouder van Nederland te worden. Prins Bernhard laat via de Rijksvoorlichtingsdienst weten dat hij nooit een dergelijke brief heeft geschreven. Geruchten over zo'n brief doen al decennia de ronde. Het was voor het eerst dat de prins erop reageerde.

### 21 oktober
- Palestijnse Autoriteit - De Palestijnse Autoriteit verzoekt om een internationale interventiemacht, nu bij Israëlische luchtaanvallen op de Gazastrook opnieuw veel doden en gewonden zijn gevallen.
- Iran - Iran heeft toegezegd een protocol bij het Non-proliferatieverdrag te zullen ondertekenen. De controle op de Iraanse nucleaire installaties zal worden verscherpt. In ruil zal Europa hulp bieden bij het civiele kernenergieprogramma van Iran.
- Australië - De Nederlandse zonnewagen Nuna II heeft in de zevende editie van de World Solar Challenge het wereldafstandsrecord voor zonnewagens gebroken.

### 22 oktober
- Verenigde Naties - De Algemene Vergadering van de Verenigde Naties heeft de bouw door Israël van de omstreden Veiligheidsbarrière veroordeeld. Het oordeel is niet bindend. Israël heeft aangekondigd met de bouw te zullen doorgaan.
- Nederland - Mabel Wisse Smit, de verloofde van prins Friso, zou naast Mohammed Sacirbey ook met Bosnische regeringsleiders contacten hebben gehad, en zou betrokken zijn geweest bij wapenhandel vanuit Egypte.
- Nederland - Erica Terpstra, oud-wedstrijdzwemster en tegenwoordig lid van de Tweede Kamer voor de VVD, wordt de nieuwe voorzitter van de sportkoepel NOC*NSF. Zij versloeg Ruud Vreeman die de favoriet was van het huidige bestuur en de grote sportbonden.
- Australië - De Nederlandse zonnewagen Nuna 2 heeft de zevende editie van de World Solar Challenge gewonnen in een recordtijd.

### 23 oktober
- Spanje - In Madrid is een conferentie begonnen over de wederopbouw van Irak. Volgens de Wereldbank is hiervoor 56 miljard dollar nodig (48 miljard euro).
- Nederland - Na een tip van de AIVD heeft de Nationale Recherche vijf personen aangehouden op verdenking van het voorbereiden van een terroristische aanslag.
- Nederland - De Tweede Kamer debatteert over de kwestie Mabel Wisse Smit, ook wel Mabelgate genoemd.
- Nederland - Minister Veerman maakt melding van twee gevallen van blackhead, een vogelziekte bij kalkoenen.

### 24 oktober
- Aarde - Een zonnestorm is op weg naar de aarde en kan mogelijk radiosignalen en de elektriciteitsvoorziening storen. Daarnaast is mogelijk het poollicht vannacht, bij helder weer in België en Nederland te zien.
- Israël - De Israëlische regering heeft de bouw aangekondigd van nog eens 320 huizen in bezet gebied. De routekaart naar vrede verbiedt de bouw van huizen in bezet gebied, maar de Israëlische regering stelt dat de bouw noodzakelijk is voor de natuurlijke groei van de nederzettingen.
- Nederlandse Antillen - Premier Mirna Godett heeft gedreigd de landingsrechten in te trekken van de Nederlandse luchtvaartmaatschappijen KLM en Air Holland.
- Nederland - Minister Hoogervorst van Volksgezondheid heeft de Tweede Kamer verkeerd ingelicht over de opbrengst van de medicijnknaak. Hierdoor heeft de Kamer onnodig veel bezuinigingen geaccepteerd.
- Nederland - De Nederlandse schrijver Dik van der Meulen wint de AKO Literatuurprijs 2003 voor zijn biografie van Multatuli: "Multatuli: leven en werk van Eduard Douwes Dekker". Aan de prijs is een bedrag van 50 duizend euro verbonden.
- Groot-Brittannië - Een Concorde van British Airways heeft de allerlaatste Concorde-vlucht uitgevoerd. Met de vlucht, van New York naar Londen, kwam een einde aan het supersonische tijdperk in de burgerluchtvaart.
- Nederland - In delen van Midden- en Noord-Nederland en Zeeland valt tot enkele centimeters sneeuw. Het is voor het eerst sinds 1975 dat in oktober al sneeuw valt die ook blijft liggen. Ook het gemiddelde in De Bilt is negatief: −0,2, extreem koud voor oktober.

### 25 oktober
- Irak - Een Amerikaanse Black Hawk-helikopter wordt neergeschoten in de buurt van Tikrit.
- Verenigde Staten - In Washington D.C. betogen zo'n 100 000 mensen tegen de bezetting van Irak.
- Nederland - Burgemeester Job Cohen van de gemeente Amsterdam besluit een anti-pedofilie-demonstratie in de stad Amsterdam op het laatste moment te verbieden. Reden hiervoor is een tegendemonstratie van antifascisten. De demonstratie was een initiatief van onder andere de partij Nieuw Rechts.

### 26 oktober
- VS - In de staat Californië komen 15 mensen om en worden 650 huizen vernield door hevige bosbranden.
- Irak - Op het Al Rashid Hotel in Bagdad waar VS-afgevaardigde defensiesecretaris Paul Wolfowitz zich bevond worden een achttal raketten afgevuurd. Een persoon wordt gedood en vijftien anderen verwond.
- Rusland - Michail Chodorkovski, Ruslands rijkste zakenman, wordt gearresteerd op verdenking van fraude en belastingontduiking.
- Egypte - De mummie van Ramses I is terug in Egypte, na een verblijf van 150 jaar in de Verenigde Staten.
- Nederland - Judoka Dennis van der Geest wordt voor de negende keer op rij Nederlands kampioen. Hiermee passeert hij Anton Geesink en Hein Essink op de ranglijst aller tijden.

### 27 oktober
- Irak - Bij een vijftal bomaanslagen in Bagdad vallen 34 doden en 200 gewonden. Het is de bloedigste aanslag in Irak sinds het einde van de oorlog.

### 28 oktober
- Nederland - In het oude centrum van Delft is een sportzaak aan de Oude Langedijk volledig in vlammen opgegaan. Het vuur was moeilijk te blussen, omdat de gebouwen erg dicht op elkaar stonden.
- Aarde - Opnieuw barst er op de zon een lading geladen deeltjes uit. Deze is vele malen krachtiger dan die van afgelopen week. Het zou gaan om een van de drie krachtigste zonnewinden die ooit zijn gemeten.

### 29 oktober
- Rusland - Twaalf mijnwerkers die sinds vorige week in een mijnschacht in Zapadnaja vast zaten zijn gered. Bij een mijnongeluk in Partizansk (Oost-Rusland), zijn vijf mensen omgekomen.
- Verenigd Koninkrijk - Een meerderheid van parlementsleden van de Conservatieve Partij stemde voor een motie van wantrouwen tegen partijleider Duncan Smith. Smith zal aftreden zodra een opvolger is gekozen.
- Nederland, Wassenaar - Het zwembad Tikibad in attractiepark Duinrell is woensdagochtend ontruimd omdat er chloorgas was vrijgekomen. De ongeveer zeventig aanwezigen moesten het gebouw verlaten.

### 30 oktober
- Aarde - In een binnenkort te verschijnen studie concludeert NASA dat het ijs rond de Noordpool sneller smelt dan verwacht, en over honderd jaar geheel zal zijn verdwenen.
- Irak - Het Rode Kruis trekt vrijwel de gehele staf terug uit Irak. De hulpverleners blijven wel in het land.
- Nederland - Minister Van der Hoeven van Onderwijs wil de basisvorming afschaffen. Vmbo-leerlingen moeten weer hun eigen onderwijstraject krijgen.
- Nederland - Twintig procent van de in Nederland verkochte kunst zou een vervalsing zijn. Dit beweren auteurs van een vandaag verschenen boek over de kunsthandel.

### 31 oktober
- Maleisië - Premier Mahathir Mohammed gaat officieel met pensioen na 22 jaar aan de macht te zijn geweest.
- Verenigde Staten - Het Amerikaanse Huis van Afgevaardigden heeft hulpprogramma's voor Irak en Afghanistan goedgekeurd. De totale waarde bedraagt 87,5 miljard dollar.
- Nederland - Volgens de Consumentenbond start binnenkort een proef waarbij enkele supermarkten de prijzen zullen afronden op vijf eurocent.

## Overleden
<< · januari · februari · maart · april · mei · juni · juli · augustus · september · oktober · november · december · >>